# 運動公園前停留場
運動公園前停留場（日语：／ Undōkōen-mae teiryūjō */?），是位於愛知縣豐橋市岩田町、豐岡町，豐橋鐵道東田本線支線的電車站（同時為終點站）。車站編號為14。

## 歷史
- 1982年（昭和57年）7月31日 - 井原停留場至此站之間的支線開通[1]，同時電車站啟用。

## 電車站構造
電車站位於共用軌道上，設有1面1線的單式月台，月台設有上蓋。由於可能會臨時列車停靠此站，因此月台可容納3卡車廂。

## 電車站周邊
- 岩田運動公園（日语：岩田運動公園）[2]
- 豐橋市民球場（日语：豊橋市民球場）
- 豐橋市立岩田小學（日语：豊橋市立岩田小学校）
- 豐橋市立豐小學（日语：豊橋市立豊小学校）
- 豐橋市立豐岡中學（日语：豊橋市立豊岡中学校）
- 葦毛濕地（日语：葦毛湿原）
- 愛知縣立豐丘高等學校（日语：愛知県立豊丘高等学校）
- CoCo壹番屋豐橋岩田店
- Sukiya豊橋運動公園前店
- Cannery Row（日语：キャナリィ・ロウ）總店
- 物語公司（日语：物語コーポレーション）總部
- 丸龜製麵豐橋店
- 運動公園通（豐橋市）

## 巴士路線
運動公園巴士站
- 社區巴士東部東山線（日语：コミュニティバス東部東山線）(豐橋醫療中心（日语：豊橋医療センター）、二川站方向)

豐岡中學前巴士站（電車站向南步行7分鐘）
- 豐鐵巴士（日语：豊鉄バス豊橋営業所） ◼68 岩田團地線

## 其他
豐橋市民球場在2004年起會舉行年1屆的職業棒球中日龍正式比賽，該球場距離此站最近，因此會設有從此站出發的臨時列車｡
此站的羅馬字標記「Undoukoen-mae」中，「Undou」和「Koen」沒有標記長音。

## 相鄰電車站
豐橋鐵道
東田本線（支線）
井原（12）－運動公園前（14）

## 注腳
1. ↑  路面電車について/豊橋市 （页面存档备份，存于）（日語）
2. ↑  PDF（市內電車指南）（日語）